# Супо, Филипп
Фили́пп Супо́ (фр. Philippe Soupault; 2 августа 1897, Шавиль, Верхняя Сена — 12 марта 1990, Париж) — французский поэт и прозаик.

## Биография и творчество
Участник Первой мировой войны. После публикации своего первого сборника стихов «Аквариум» (1917) Супо вместе с Луи Арагоном и Андре Бретоном в 1919 году основал журнал Littérature, что для многих знаменует начало сюрреализма.
В этот период Супо в соавторстве с Бретоном пишет сборник стихов «Les champs magnétiques» («Магнитные поля» 1920), который можно считать первым экспериментом по автоматическому письму и одним из первых сюрреалистических произведений, в то время как само движение будет запущено в 1924 году «Манифестом сюрреализма» Бретона.
В 1926 Андре Бретон отлучает Филиппа Супо от движения сюрреалистов, во многом из-за того, что Супо использовал менее догматичный подход и не принимал стремления к коммунизму.
7 ноября 1933 года на приёме в советском посольстве в Париже по случаю празднования Октябрьской революции Супо встречается с немецкой художницей Ре Рихтер. В 1937 году они поженились и впервые поехали в Тунис. Ре Супо входила в круг парижских художников, объединявший Мана Рэя, Фернана Леже, Эльзу Триоле, Макса Эрнста, Алису Прен (Кики с Монпарнаса) и многих других. Бывшая ученица Баухауса и друг берлинских дадаистов заставляет французских интеллектуалов открыть для себя немецкий авангард, до тех пор малоизвестный во Франции.
С конца 1920-х годов Филипп Супо становится известным журналистом. Он работает на журналы VU, Excelsior и L’Intransigeant. Он верит в талант Ре и убеждает её иллюстрировать свои репортажи. С 1934 года супруги Супо путешествуют по Германии, Австрии, Швеции, Англии, США.
В 1937 году, оказавшись в Тунисе, Филипп Супо по поручению председателя Правительства Народного фронта Леона Блюма возглавляет антифашистскую радиостанцию Радио Тунис. В 1942 году Супо был арестован представителями профашистского правительства Петена и полгода провёл в концлагере в Тунисе. Благодаря счастливому стечению обстоятельств, в ноябре 1942 года, за день до того, как немецкие войска вторглись в Тунис, Филиппу и Ре Супо удалось тайно бежать в США.
В течение 1943 года Филипп Супо отвечает за многие миссии в Северной, Центральной и Южной Америке, где он работает над восстановлением сети французских информационных агентств для правительства Шарля де Голля. Ре сопровождает мужа во всех его путешествиях в течение 1944 года: Мексика, Боливия, Колумбия, Гватемала, Чили, Аргентина, Бразилия. Они возвращаются в Соединённые Штаты через Гаити, Кубу, и ненадолго остаются в Суортморе, штат Пенсильвания, где Филипп преподаёт в университете. В 1945 году пара разводится, и Филипп Супо возвращается во Францию.
В 1957 году Супо написал либретто для оперы Жермены Тайфер «La Petite Sirène» (Маленькая сирена), основанной на сказке Ханса Кристиана Андерсена «Русалочка». Работа была передана по французскому национальному радио в 1959 году.
Кроме стихов и романов, оставил эссе о французских писателях (Лабиш, Мюссе и др.).

## Признание
Лауреат Большой поэтической премии Французской академии (1972). Ему посвящён документальный фильм Бертрана Тавернье «Филипп Супо и сюрреализм» (1982). C 1994 года Ассоциация друзей Супо издаёт «Тетради Филиппа Супо».
В 1990 году, после смерти Супо, сербская рок-группа Bjesovi записала свою версию его стихотворения «Джорджия» на сербском языке.

## Произведения
- Aquarium (1917)
- Rose des vents (1919)
- Les Champs magnétiques (1919, в соавторстве с Андре Бретоном)
- L’Invitation au suicide (1921)
- Westwego (1922)
- Le Bon Apôtre (1923, роман)
- Les Frères Durandeau (1924, роман)
- Georgia (1926)
- Le Nègre (1927, роман)
- Le Grand Homme (1929, роман)
- Les Moribonds (1934, автобиографический роман)
- Il y a un océan (1936)
- Odes à Londres bombardée (1944)
- Le Temps des assassins (1945, продолжение автобиографии)
- Odes (1946)
- L’Arme secrète (1946)
- Message de l'île déserte (1947)
- Chansons (1949)
- Sans phrases (1953)
- Arc-en-ciel (1979)
- Mémoires de l’oubli (1981, автобиография)
- Poèmes retrouvés (1982)

## Издания на русском языке
- Время убийц: История заключённого N 1234//С Францией в сердце. М., 1973
- Воспоминание об Антонене Арто// http://magazines.gorky.media/authors/s/supo
- Магнитные поля// www.vavilon.ru/metatext/vavilon2/breton.html
- Как вам угодно// http://www.vavilon.ru/metatext/mj41/breton.html
- Джорджия/ Пер. В.Козового// Семь веков французской поэзии в русских переводах. СПб: Евразия, 1999, с.600
- [Стихи]// Поэзия французского сюрреализма. СПб: Амфора, 2003, с.123-140,